# 미국 대 버지니아 사건
미국 대 버지니아 사건(United States v. Virginia)은 군사대학인 버지니아 밀리터리 인스티튜트(VMI)의 여성입학금지 정책에 대한 미국 연방대법원의 판례이다.